# Івіца Іванац
Івіца Іванац, хорв. Ivica Ivanac (*24 листопада 1936 — †18 липня 1988) — хорватський письменник та драматург.
Автор театральних п'єс («Чому плачеш, тату?», «Перепочинок для втомлених гонщиків або Посмішка дона Хуана», «Юлія» та ін.), сценаріїв до телесеріалів («Сімейне багаття Капельських», «Нікола Тесла»), радіо-драм («Чоловік та його дружина», «Мріяти опівночі»), книг для дітей та молоді («Найкраща робота у світі», «Випускники», «Господар блискавок»). Багато його драм перекладено на інші мови та поставлено закордоном.